# Chen Xiaowang
Chen Xiaowang rođen je 1945. u Chenjiagou (u Chen selu) u provinciji Henan u centralnoj Kini. Sin Chen Zhaokuia, najstarijeg sina Chen Fakea (legende Chen stila taijiquana), velemajstor Chen Xiaowang (19 generacija) je najistaknutiji predstavnik i nositelj izvornog stila taijiquana porodice Chen. 
Taijiquan je počeo učiti kad mu je bilo sedam godina. Učitelji su mu bili prvo otac, a onda stričevi Chen Zhaokui, a posebno Chen Zhaopei. Na wushu natjecanjima 1980-ih izabran je za tehničkog direktora Wushu udruge provincije Henan. Od 1980. do 1982. velemajstor Chen Xiaowang je osvojio tri puta uzastopno zlatne medalje, a na Prvom međunarodnom wushu natjecanju u Xianu 1985. ponovno je osvojio zlatnu medalju. Izabran je i za delegata narodne skupštine Kine, a 1988. vlada mu je odala posebno priznanje za doprinos u širenju i populariziranju borilačkih vještina, a posebno taijiquana. 
Bio je predsjednik udruge Chen push hands taijiquan u provinciji Henan, a prije nego što je napustio Kinu, i zamjenik predsjednika Wushu akademije u Henanu te tehnički savjetnik i službeni ocjenjivač za standardiziranje natjecateljskih formi Chen, Yang, Wu i Sun stilova taijiquana. 
Od 1988. Chen Xiaowang je stariji wushu instruktor u Kini (u rangu izvanrednog profesora na sveučilištu). Kako bi taijiquan učinio dostupnim što širem krugu zainteresiranih, koji se po prvi put susreću s tom vještinom, stvorio je kratku formu 19 i 38 pokreta.
Velemajstorstvo Chena ne ogleda se samo u izvrsnosti u borilačkim vještinama nego i u kaligrafiji i pisanju. Napisao je nekoliko knjiga o taijiquanu, član je komiteta Udruge kineskih kaligrafa i književnosti. 
Od 1985. Chen sve više putuje po svijetu, drži seminare, radionice, prisutan je na taoističkim kampovima.